# G-Eclipse
g-Eclipse ist ein Open-Source-Framework und ein integriertes Werkzeug, welches Anwender, Administratoren und Entwickler bei der Arbeit mit Computing Grids unterstützt. Es basiert auf der offenen Eclipse-Plattform und lässt sich mit weiteren Funktionalitäten ergänzen.
Aufbauend auf der Plug-in-Architektur der Eclipse-Plattform erweitert g-Eclipse deren Funktionalität und grafische Benutzeroberfläche um spezielle Funktionen, mit denen auf existierende Grid-Infrastrukturen zugegriffen werden kann. Außerdem unterstützt g-Eclipse Entwickler bei der Erstellung und der Installation von Anwendungen sowie Administratoren bei der Überwachung und Einrichtung von Grid Ressourcen.
Die Funktionalität von g-Eclipse lässt sich über Extension Points in eigenen Plug-ins erweitern.
g-Eclipse ist ein Teilprojekt des Technologieprojekts der Eclipse Foundation und wird seit 2006 aktiv von einem Konsortium bestehend aus dem Forschungszentrum Karlsruhe, dem Poznań Supercomputing and Networking Center, der Johannes Kepler Universität Linz, der Universität Zypern, der Innoopract GmbH (Deutschland), der Universität Reading und IT Innovation Centre weiterentwickelt.
Das g-Eclipse-Konsortium wird durch das 6. Forschungsrahmenprogramm gefördert.

## Funktionalität
g-Eclipse erweitert Eclipse um drei Perspektiven:
- Die Anwenderperspektive richtet sich an den Anwender von Grid-Ressourcen. Sie unterstützt das Ausführen von Anwendungen im Computing Grid, hilft bei der Überwachung der Anwendungsausführung und erlaubt das Verwalten der eigenen Daten.
- Die Operatorperspektive ist auf den Bedarf eines Administrators zugeschnitten. Durch Views und Editoren lassen sich lokale Ressourcen und Virtuelle Organisationen verwalten.
- Die Developerperspektive erlaubt einem Entwickler von Anwendungsprogrammen das Erstellen, Debugging und Installieren von Grid-Anwendungen und integriert sich mit anderen Eclipse-Entwicklungswerkzeugen wie C/C++ Development Tooling (CDT) und Java Development Tools (JDT).

## Unterstützte Middleware
Intern arbeitet g-Eclipse mit einem Modell, das unabhängig von der verwendeten Grid-Middleware ist.
Zurzeit existieren für g-Eclipse spezifische Grid-Middleware-Implementierungen für gLite (Verwaltung von Virtuellen Organisationen, Anwendungen und Daten, Überwachung der Infrastruktur und Anwendungsprogramme, Visualisierung von Daten und Erstellung von Workflows), für GRIA (Verwaltung von Anwendungen und Daten) und für die Cloud Computing Implementation der Amazon Web Services Elastic Compute Cloud (EC2) und Simple Storage Service (S3). 

## Referenzen
IST Project Fact Sheet zu g-Eclipse. Abgerufen am 14. Januar 2008.
1. ↑  openhub.net.